# Acuerdos de Arusha (Burundi)
El 28 de agosto de 2000 fue firmado en Arusha, Tanzania y bajo la égida de Nelson Mandela un acuerdo de paz para Burundi. Sudáfrica envió 700 militares para observar la aplicación del acuerdo y asegurar la seguridad de los miembros de la oposición que regresan del exilio. El 10 de enero de 2001 es elegida una asamblea nacional de transición y su presidente es Jean Minani, presidente del FRODÉBU. El acuerdo de Arusha entró en vigor el 1 de noviembre de 2001, se establece que, en espera de elecciones legislativas y municipales en 2003 y presidenciales en 2004, un período de transición de 3 años con los 18 primeros meses, el mayor Pierre Buyoya sea presidente y Domitien Ndayizeye del FRODÉBU en el puesto de vicepresidencia antes de que sus roles fuesen cambiados. Las diferentes carteras gubernamentales son compartidas entre el UPRONA y el FRODÉBU.  El 4 de febrero de 2002, el Senado de transición eligió al upronista Libère Bararunyeretse como su presidente.
7 de junio de 2018 la nueva constitución cancela los acuerdos.

## Las mujeres en el proceso de paz de Burundi

### Antecedentes
El proceso de paz y reconciliación de Burundi puso sus primeros cimientos en 1996 en Mwanza (Tanzania). En las primeras negociaciones solo participaron dos partidos, el Frente para la Democracia en Burundi (FRODEBU) y la Unión para el Progreso Nacional (UPRONA) excluyendo a las mujeres. Cuando se reanudaron las negociaciones el 15 de junio de 1998 en Arusha, con la participación de todos los partidos políticos (Arusha I), la voluntad de excluir a las mujeres aún se mantenía y continuó con Arusha II del 20 al 29 de julio de 1998. En la segunda ronda de negociaciones, cuando las mujeres de Burundi llegaron a Arusha como una delegación no acreditada, se encontraron con la negativa de los partidos políticos que sólo estaban dispuestos a admitirlas como observadoras. En Arusha III (del 12 al 22 de octubre y del 14 al 19 de diciembre de 1998) se acordo que siete mujeres podrían asistir a las negociaciones como observadoras, pero no regresarían a Arusha IV.
De 1998 a 2000 se intensificaron las protestas de las mujeres exigiendo el derecho a participar en el proceso de negociación y en la redacción del informe final. Se aliaron las mujeres de los partidos políticos a las de organizaciones de la sociedad civil acordando la lucha conjunta. El 16 de octubre de 1998 en la conferencia de Mukono en Uganda, se reunieron con el presidente Museveni para discutir la posibilidad de levantar las sanciones contra Burundi e incluir a las mujeres en las negociaciones de paz.

### Coordinación de acción
En julio de 1999, mujeres burundesas del país y de la diáspora se reunieron en Nairobi para coordinar su estrategia. También en 1999, bajo la presión de movimientos de mujeres, organizaciones internacionales y donantes, los partidos políticos les otorgaron el estatus de observadoras y, en febrero de 2000, las siete observadoras que habían participado en las negociaciones de Arusha lograron el estatus de observadoras permanentes. Las mujeres continuaron presionando para participar en la implementación y el seguimiento del acuerdo de paz.
La conferencia multipartidista de mujeres burundesas por la paz que se celebró en Arusha del 17 al 20 de julio de 2000 reunió a mujeres de todas las condiciones y de todos los ámbitos de la vida: refugiadas, emigrantes, desplazadas, representantes de la sociedad civil.  Los 19 partidos representados en las negociaciones enviaron cada uno una delegación de dos personas. 
Mujeres de todos los orígenes han logrado definir una agenda común independientemente de sus afiliaciones políticas, porque han compartido la experiencia de injusticia económica y social, discriminación y marginación debido a su sexo y etnia. explica la socióloga senegalesa Fatou Sow Sarr en un análisis sobre la historia de las mujeres de África.
La estrategia se basó en consolidar su posición dentro de sus partidos políticos, mientras forjaban una alianza con organizaciones de la sociedad civil nacionales e internacionales. También buscaron el apoyo de personalidades como Nelson Mandela, y de la vicepresidenta de Uganda,  Specioza Kazibwe, capaces de llevar su caso para presionar a los partidos políticos conservadores y obligarlos a aceptar incorporar sus preocupaciones.
»Las mujeres entendieron que era necesario seguir luchando al interior de los partidos para consolidar sus conquistas, porque esas posiciones, por insignificantes que fueran, podían constituir base suficiente para abrir otros frentes. Pero, sobre todo, supieron combinar las demandas de interés nacional en torno al embargo con demandas específicas de las mujeres y, finalmente, supieron aprovechar las oportunidades que les brindaba la sociedad civil para no quedar confinadas a las partes en funciones de incidencia» señala Sow.
Por su parte Marie Goretti Ndacayisaba asegura que «gracias al proceso de Arusha, se enciende una luz de esperanza. Sea cual sea el resultado de la crisis de Burundi, la mujer habrá ganado algo en su identidad, en su independencia, porque habrá demostrado su capacidad como cabeza de familia y contribuido a las perspectivas de paz».